# Barrage de Joumine
Le barrage de Joumine (arabe : سد جومين) est un barrage tunisien inauguré en 1983 sur l'oued Joumine, à environ quinze kilomètres au nord-est de Joumine.
Il peut retenir jusqu'à 123,850 millions de mètres cubes d'eau. L'apport annuel moyen se monte à 118,964 millions de mètres cubes. L'eau du réservoir est principalement destinée à l'eau potable.

## Situation géographique
Le barrage de Joumine est localisé au Nord-Est de la Tunisie, plus précisément dans la région de Mateur.